# Chengdu FC-1
Die Chengdu FC-1, auch CAC FC-1 Xiaolong (Fierce Dragon; chinesisch 梟龍 / 枭龙, Pinyin Xiāolóng), in Pakistan als PAIC JF-17 Thunder bekannt, ist konzeptionell ein typisches Mehrzweckkampfflugzeug der 4. Generation. Es wurde von der Volksrepublik China und Pakistan dahingehend weiterentwickelt, den Kampf gegen Jagdflugzeuge der 4. Generation zu bestehen. Ihre neueste Variante soll den Standard der Generation „4+“ erreichen. Dazu gehört beispielsweise die vollständige BVR-Fähigkeit, nachdem feststand, dass Indien die russischen Su-30 erhalten sollte. Der erste Prototyp wurde am 31. Mai 2003 fertiggestellt, der Erstflug fand am 25. August 2003 statt, ein letzter Testflug des vierten Prototyps mit vollständiger Avionik wurde nach umfangreichen Modifikationen am 28. April 2006 durchgeführt. Gebaut wird das Flugzeug von Chengdu Aircraft Industry Corporation (CAC) und der Pakistani Aviation Integrated Company (PAIC).
Die FC-1 wird häufig fälschlich als J-9 bezeichnet, dies war aber ein eigenständiger Entwurf, siehe Chengdu J-9.

## Beschreibung
Die JF-17 Thunder soll primär die pakistanischen F-7M/P-Kampfflugzeuge ersetzen. Die Chengdu Fierce Dragon/Thunder wurde explizit als leichte und für die Dritte Welt im Unterhalt bezahlbare Mehrzweck-Allwettermaschine geplant, die einen adäquaten Nachfolger für die betagten Northrop F-5 und MiG-Flugzeuge darstellt. In China soll die JF-17 gleichzeitig das Leistungsspektrum der Chengdu J-10 nach unten hin abrunden. Aufgaben der JF-17 sind der Betrieb als Jagd- und Aufklärungsflugzeug sowie die Unterstützung des Heeres und der Marine durch Boden- und Schiffsangriffe. Auch besteht die Möglichkeit, das Flugzeug mit nuklearfähigen Ra’ad-Marschflugkörpern auszurüsten.
Die pakistanische Luftwaffe und die PLAAF haben bereits 2006 mehrere Chengdu FC-1/JF-17-Vorserienflugzeuge zum Pilotentraining in Dienst gestellt. Die Entwicklung der Maschine begann 1991. China hatte sich mit Grumman geeinigt, einige ihrer F-7 im Super-7-Projekt weiterzuentwickeln. Doch diese Pläne wurden nach den Demonstrationen auf dem Tian’anmen-Platz (Tian’anmen-Massaker) 1989 und in Hinblick auf die bereits um 40 % gestiegenen Kosten abgebrochen, die ursprünglich auf 550 Millionen US-Dollar taxiert waren.
Danach begann China, auf Grundlage der Super-7 ein eigenes Jagdflugzeug zu entwickeln. Die pakistanische Regierung kam 1994 hinzu, als sie nach einem modernen Kampfflugzeug suchte, um ihre alternde Flotte aus etwa 273 chinesischen A-5, F-7 und etwa 221 französischen Mirage III/5 schrittweise zu modernisieren. Pakistan investierte 75 Millionen US-Dollar mit dem Ziel, das Projekt wieder zu reanimieren. Die russische Mikoyan Aero-Science Production Group und einige europäische Staaten waren an der Entwicklung beteiligt. Kurz vor dem Kargil-Konflikt besuchte General Musharraf Peking und vereinbarte offiziell den Kauf von 150 Einheiten, davon sollen 134 in Pakistan gefertigt werden.
Es wird erwartet, dass das Projekt eine halbe Milliarde US-Dollar kosten wird. Jedes Flugzeug wird etwa 15 bis 20 Millionen US-Dollar kosten, damit ergeben sich gute Chancen für den Export. Am 24. Oktober 2013 meldete eine pakistanische Zeitung, Pakistan werde ab 2014 JF-17 an befreundete Staaten verkaufen. 2024 wurde vom Verkauf des Flugzeugs durch Pakistan an Aserbeidschan berichtet. Angeblich bestellte das Land schon zuvor 26 Maschinen, Sudan und Simbabwe jeweils 12. Weitere mögliche Kunden sind Ägypten, Algerien, Bangladesch, Iran, Malaysia und Myanmar. Pakistan finanziert mindestens 50 % dieses Projekts. Die Serienproduktion begann 2007 sowohl im Pakistan Aeronautical Complex (PAC) in Kamra mit einer geschätzten Produktionsrate von etwa 20 Flugzeugen pro Jahr als auch bei der Chengdu Aircraft Corporation. China soll mindestens 200 Stück abnehmen, um die Stückkosten zu senken. Ende 2014 gab das pakistanische Verteidigungsministerium bekannt, dass die nigerianische Luftwaffe von Pakistan 25 bis 40 JF-17 kaufen wird.
Im Februar 2010 wurde die erste JF-17-Thunder-Staffel der pakistanischen Luftwaffe in Dienst gestellt, die letzten des 50 Maschinen umfassenden ersten Bauloses wurden in der ersten Jahreshälfte 2012 ausgeliefert. 42 dieser JF-17 wurden in Pakistan produziert.

## Konstruktion
Die JF-17 ist ein klassischer Mitteldeckerentwurf mit trapezförmigen Flügeln, Höhenleitwerken am Heck sowie einem Seitenleitwerk. Die Tragflächen haben eine Vorderkantenpfeilung von 42° und sind mit Vorflügeln und Flaps ausgestattet. Als Triebwerk wird ein einzelnes Klimow RD-93 verwendet, das ein Derivat des russischen RD-33 ist. Die Maschinen für Pakistan werden mit einem italienischen Feuerleitradar FIAR Grifo S-7 ausgeliefert. China benutzt stattdessen das israelische Dopplerradar Elta EL/M 2032. Alle Versionen sind mit einem chinesischen Jianghan-TY6-zero/zero-Schleudersitz versehen. Pakistan plant für seine Maschinen die Installation einer Luftbetankungssonde.
Die JF-17 verfügt über sieben Pylone zum Mitführen verschiedener Waffen. An den Aufhängepunkten (zwei unter jeder Tragfläche, je eine an den Flügelspitzen und ein zentraler Pylon) können neben Luft-Luft- und Luft-Boden-Raketen lasergelenkte Bomben, Zusatztanks, Raketenbehälter, Zielbehälter, Datenlink-Behälter sowie Störsender mitgeführt werden. Neben dem zentralen Pylon unter dem Rumpf ist die doppelläufige 23-mm-Kanone GSch-23-2 befestigt.

## Varianten
JF-17 Block 1:
Die Produktion der Basisvariante begann im Juni 2006. Ausgerüstet wurde „Block 1“ mit Luft-Luft-Raketen oder einem YJ-8-Seezielflugkörper. „Block 1“ soll rund 15 Millionen US-Dollar kosten.
JF-17 Block 2:
Die Produktion von „Block 2“ begann am 18. Dezember 2013.
Diese Flugzeuge sind Luft-zu-Luft-betankbar, verfügen über eine verbesserte Avionik und weisen eine erhöhte Tragfähigkeit sowie eine verbesserte Datenverbindung und die Fähigkeit zur elektronischen Kriegsführung auf.
Der Bau soll bis 2016 andauern, bis „Block 2“ von „Block 3“ abgelöst werden soll. „Block 2“ soll rund 30 bis 35 Mio. US-Dollar kosten.
JF-17B:
Dies ist eine zweisitzige Version der JF-17. Der Prototyp der JF-17B hatte seinen Erstflug am 28. April 2017. Die chinesische Bezeichnung für den Doppelsitzer ist FC-1B.
JF-17 Block 3:
Der Bau von „Block 3“ begann 2016. Das Flugzeug soll ein neues AESA-Radarsystem sowie ein neues Triebwerk erhalten, um Mach 2+ zu erreichen. Angedacht ist weiterhin eine zweisitzige Version der JF-17. Im April 2018 wurde bekannt, dass die Integration des AESA-Radars abgeschlossen ist.

## Nutzer
- Aserbaidschan – 8 JF-17 Block 3 im Jahr 2024 bestellt. Option für weitere 8 Maschinen.[11]
- Myanmar – 16 JF-17 Block 2 (Auslieferung ab 2018)[12]
- Nigeria – 25–40 bestellt (Auslieferung ab 2015/2016, spätestens 2021 drei geliefert und weitere 20 erwartet.)[13]
- Pakistan – 50 (110 weitere bestellt)

## Technische Daten
| Kenngröße             | Daten                                       |
| --------------------- | ------------------------------------------- |
| Besatzung             | 1 (JF-17A) oder 2 (JF-17B)                  |
| Länge                 | 13,95 m                                     |
| Spannweite            | 9,5 m                                       |
| Höhe                  | 5,02 m                                      |
| Flügelfläche          | 24,40 m²                                    |
| Flügelstreckung       | 3,7                                         |
| Nutzlast              | ? kg                                        |
| Leermasse             | 9.300 kg                                    |
| max. Startmasse       | 12.500 kg                                   |
| Reisegeschwindigkeit  | ? km/h oder kts                             |
| Höchstgeschwindigkeit | Mach 1,8                                    |
| Dienstgipfelhöhe      | 16.500 m                                    |
| Reichweite            | 1600 km                                     |
| Einsatzreichweite     | 1200 km als Jäger und 700 km als Jagdbomber |
| Triebwerke            | ein Klimow RD-93-Triebwerk mit 81,4 kN      |

## Bewaffnung
Festinstallierte Rohrwaffen
- 1 × doppelläufige 23-mm-Maschinenkanone Grjasew-Schipunow GSch-23L (9A-4071K). Die MK kann durch eine 30-mm-Maschinenkanone GSch-30-2 ersetzt werden.

Waffenzuladung von 3600 kg an sieben Außenlaststationen
Luft-Luft-Lenkflugkörper
- 2 × Startschienen für je 1 × EOTDC PL-5E (verbesserte Kopie Wympel R-3) – infrarotgesteuert für Kurzstrecken
- 2 × LAU-7/A-Startschiene für je 1 × Raytheon AIM-9L/M „Sidewinder“ – infrarotgesteuert für Kurzstrecken
- 2 × Startschienen für je 1 × CNAIEC PL-9C (verbesserte Kopie Rafael Python III) – infrarotgesteuert für Kurzstrecken
- 2 × Startschienen für je eine CATIC SD-10 (Exportversion der PL-12) – halbaktiv radargelenkt für Mittelstrecken

Luft-Boden-Lenkflugkörper
- 4 × Startschiene für je 1 × Mectron/CTA MAR-1 – radarstrahlungssuchend
- 2 × CHETA C-802A – Seezielflugkörper
- 2 × Norinco C-803 – Seezielflugkörper
- 1 × Ra’ad (Marschflugkörper) (nuklear bestückter Marschflugkörper)

Ungelenkte Freifallbomben
- 2 × Mk.84 (907-kg-/2000-lb-Freifallbombe, in Pakistan hergestellt)
- 5 × Mk.82 LDGP (227-kg-/500-lb-Freifallbombe, in Pakistan hergestellt)
- 5 × Marquardt Mk.20 „Rockeye II“ (CBU-100) (222-kg-/490-lb-Anti-Panzer-Streubombe mit 247 Mk.118-Bomblets)
- 5 × Matra „Durandal“ (BLU-107, raketengetriebene 219-kg-Anti-Startbahn-Bombe)

Gelenkte Bomben
- 2 × GBU-10/B Paveway II (lasergelenkte Gleitbombe; 907 kg)
- 4 × GBU-12/B Paveway II (lasergelenkte Gleitbombe; 227 kg)
- 2 × LT-2 (lasergelenkte Gleitbombe)
- 2 × H-2 (elektro-optisch/fernsehgelenkte Bombe)
- 2 × H-4 (elektro-optisch/fernsehgelenkte Bombe)
- 2 × LS-6 (satellitennavigationsgelenkte Gleitbombe)

## Einsatzgeschichte
Am Morgen des 18. Januar 2024 bombardierten JF-17 der pakistanischen Luftwaffe im Verbund mit F-16, Wing-Loong-II-Drohnen und Artillerie Ziele im Iran, das Tage zuvor seinerseits Ziele in Pakistan angegriffen hat. Beide Länder griffen dabei nach eigenen Angaben terroristische Ziele an.